# 普超英
普超英（1960年—），女，彝族，祖籍云南，生于湖北武汉，中国大陆演员。代表作有电视剧《情满珠江》，电影《女人花》、《复仇的女人》等。